# Богородское (Благовещенский район)
Богородское (баш. Богородский) — село Благовещенского района Башкортостана. Входит в состав Богородского сельского поселения.

## География
Находится в северной части района, в низине при реке Большая Огрязь, на ключах (родниках) и просматривается со всех сторон. Площадь села составляет 7700 кв.метров, из них под площадями, улицами, дорогами и водой — 2900.

### Уличная сеть
Всего 7 улиц. Четыре из них носят свое название с дореволюционных времен: улица Осиновка, улица Деревушка, улица Барыкина, улица Калужская.

### Географическое положение
Расстояние до:
- районного центра (Благовещенск): 31 км,
- ближайшей ж/д станции (Загородная): 51 км.

## История
До революции в селе была дворянская усадьба помещика Петра Ивановича Сергеева. При усадьбе — пруд, которым крестьянам пользоваться им не разрешалось. В пруду разводили рыбу для владельцев. Купаться могли барин и его семья. Для этого на середине пруда на сваях была помещена купальная будка, а с берега на сваях был сооружен дощатый мостик с перилами. До настоящего со стороны, где был расположен Барский дом, по берегу Попова пруда каждую весну расцветают заросли сирени.

## Население
| 2002 | 2009 | 2010 |
| ---- | ---- | ---- |
| 493  | ↗568 | ↘466 |

Согласно переписи 2002 года, преобладающая национальность — русские (65 %).

## Инфраструктура
Функционируют социальные объекты: МОБУ СОШ им. Н. Я. Киселёва с. Богородское с дошкольной группой, Богородский сельский дом культуры, почтовое отделение «Почта России» с отделением телефонной связи, Богородский Фельдшерский акушерский пункт, библиотека. Также на территории села расположена молочно-товарная ферма СХПК (коопхоз) «Дружба».

### Достопримечательности
Памятником природы села Богородское является Попов Пруд. В настоящее время пруд принадлежит Православному Приходу храма в честь Иконы Казанской Божией Матери. Очисткой берегов этого пруда занимаются прихожане села.

## Религия
Ведётся строительство православной церкви.

## Известные уроженцы, жители
- Блинкова (Петрова) Галина Васильевна (р. 2.10.1956) — спортсменка, мастер спорта СССР международного класса (1976) по конькобежному спорту.
- Николай Яковлевич Киселёв (1913—1974) — советский партизан, праведник народов мира.